# Kazuto Nishida
Kazuto Nishida (西田 一翔 Nishida Kazuto?), född 28 april 1998 i Hyōgo prefektur, är en japansk fotbollsspelare.
Nishida började sin karriär 2016 i Gamba Osaka.